# Sylvia Dethier
Sylvia Dethier (Acosse, 20 mei 1965) is een gewezen Belgische atlete, die zich had toegelegd op de sprint- en hordenummers. Ze nam tweemaal deel aan de Olympische Spelen en behaalde outdoor in twee disciplines dertien Belgische titels.

## Biografie

### Jeugd
Sylvia Dethier behaalde, net als haar tweelingzus Françoise op de lage horden, tussen 1980 en 1982 drie opeenvolgende Belgische jeugdtitels op de hoge horden. In 1983 nam ze op de 100 m horden deel aan de Europese kampioenschappen voor junioren. Ze werd uitgeschakeld in de halve finale. Dat jaar zou ze ook haar eerste Belgische titel behalen bij de senioren.

### Begin bij de senioren
Tussen 1985 en 1992 veroverde Sylvia Dethier zeven opeenvolgende Belgische titels. In 1987 verbeterde ze voor het eerst het Belgisch record op de 100 m horden van Anne-Marie Pira van 13,50 naar 13,47 s. Het jaar nadien wist ze dit record al naar 13,29 te brengen. Ze kon zich hiermee plaatsen voor de Olympische Spelen van 1988 in Seoel. Daar werd ze gediskwalificeerd in de reeksen.

### Bevestiging
In 1990 verbeterde Sylvia Dethier nogmaals het Belgisch record. Ze nam dat jaar deel aan de Europese kampioenschappen, waar ze werd uitgeschakeld in de reeksen. Het jaar nadien verbeterde ze tweemaal het Belgisch record. Op de Belgische kampioenschappen dook ze met een tijd van 12,98 voor het eerst onder de dertien seconden. Een record dat zestien jaar zou standhouden. Bij de deelname aan de Wereldkampioenschappen van 1991 in Tokio haalde ze de halve finale. Op de Olympische Spelen van 1992 in Barcelona werd ze uitgeschakeld in de kwartfinales.

### Geen WK in 1993
Sylvia Dethier wist zich ook te plaatsen voor de WK van 1993. Een blessure aan de bil hield haar wekenlang aan de kant. Na een laatste test vlak voor de kampioenschappen, besloot ze af te zien van deelname. Het jaar nadien nam ze wel deel aan de Europese kampioenschappen, waar ze opnieuw werd uitgeschakeld in de reeksen.

### Indoor
Ook indoor veroverde Sylvia Dethier enkele Belgische titels en nam ze deel aan verschillende wereld- en Europese kampioenschappen. Alleen op de Europese kampioenschappen van 1989 behaalde ze een finaleplaats. Ze verbeterde tussen 1987 en 1993 verschillende malen het Belgisch record op de 60 m horden.

### Sprint
Sylvia Dethier werd ook viermaal Belgisch kampioene op de 200 m. In 1992 verbeterde ze het Belgisch record op de 300 m tot 37,47.

### Einde
Eind 1994 nam Dethier het besluit om beroepsredenen te stoppen met het hordelopen en zich alleen maar bezig te houden met de 200 en 400 m. Ze behaalde nadien geen Belgische titels meer. Het jaar daarna stopte ze volledig met atletiek.

### Clubs
Sylvia Dethier begon haar carrière bij Hannut Athlétisme (FCHA) en stapte daarna over naar CA Brabant Wallon (CABW).

## Belgische kampioenschappen
Outdoor
| Onderdeel    | Jaar                                                 |
| ------------ | ---------------------------------------------------- |
| 100 m horden | 1983, 1985, 1986, 1987, 1988, 1990, 1991, 1992, 1994 |
| 200 m        | 1990, 1991, 1992, 1994                               |

Indoor
| Onderdeel   | Jaar             |
| ----------- | ---------------- |
| 60 m horden | 1989, 1991, 1994 |

## Persoonlijke records
Outdoor
| Onderdeel    | Prestatie | Datum           | Plaats  |
| ------------ | --------- | --------------- | ------- |
| 100 m        | 11,52 s   | 1991            |         |
| 200 m        | 23,52 s   | 4 augustus 1991 | Brussel |
| 100 m horden | 12,98 s   | 4 augustus 1991 | Brussel |

Indoor
| Onderdeel   | Prestatie | Datum        | Plaats  |
| ----------- | --------- | ------------ | ------- |
| 200 m       | 24,46 s   |              |         |
| 60 m horden | 8,09 s    | 7 maart 1993 | Hoboken |

## Palmares

### 60 m
- 1993:  BK AC indoor - 7,49 s

### 200 m
- 1990:  BK AC - 23,98 s
- 1991:  BK AC - 23,52 s
- 1992:  BK AC - 23,59 s
- 1994:  BK AC - 24,25 s

### 60 m horden
- 1987: 6e reeks EK indoor in Liévin  - 8,36 s
- 1989:  BK AC indoor - 8,34 s (NR)
- 1989: 8e EK indoor in Den Haag - 8,36 s (NR 8,21 s in reeksen)
- 1989: 5e reeks WK indoor in Budapest - 8,29 s
- 1990: DNS ½ fin. EK indoor in Glasgow (8,29 s in reeksen)
- 1991:  BK AC indoor - 8,25 s
- 1991: 7e ½ fin. WK indoor in Sevilla - 8,21 s (NR)
- 1992: 6e ½ fin. EK indoor in Genua - 8,25 s
- 1993:  BK AC indoor - 8,32 s
- 1993: DNF ½ fin. WK indoor in Toronto
- 1994:  BK AC indoor - 8,31 s
- 1994: 4e reeks EK indoor in Parijs - 8,20 s

### 100 m horden
- 1983: 5e ½ fin. Europese kampioenschappen junioren in Schwechat  - 13,92 s
- 1983:  BK AC - 13,80 s
- 1985:  BK AC - 13,4 s
- 1986:  BK AC - 13,71 s
- 1987:  BK AC - 13,49 s
- 1988:  BK AC - 13,31 s
- 1988: DQ reeksen OS in Seoel
- 1989:  Westatlethic Games in Sittard - 13,51 s
- 1990:  Westatlethic Games in Kapfenberg - 13,22 s (NR)
- 1990:  BK AC - 13,40 s
- 1990: 5e reeks EK in Split - 13,51 s
- 1991:  BK AC - 12,98 s (NR)
- 1991:  ½ fin. WK in Tokyo - 13,18 s
- 1992:  BK AC - 13,0 s
- 1992: 8e 1/4 fin. OS in Barcelona - 13,32 s
- 1994:  BK AC - 13,37 s
- 1994: 6e reeks EK in Helsinki - 13,45 s

## Onderscheidingen
- 1983: Grand Prix LBFA
- 1988: Gouden Spike
- 1991: Gouden Spike